# Жанрове малярство

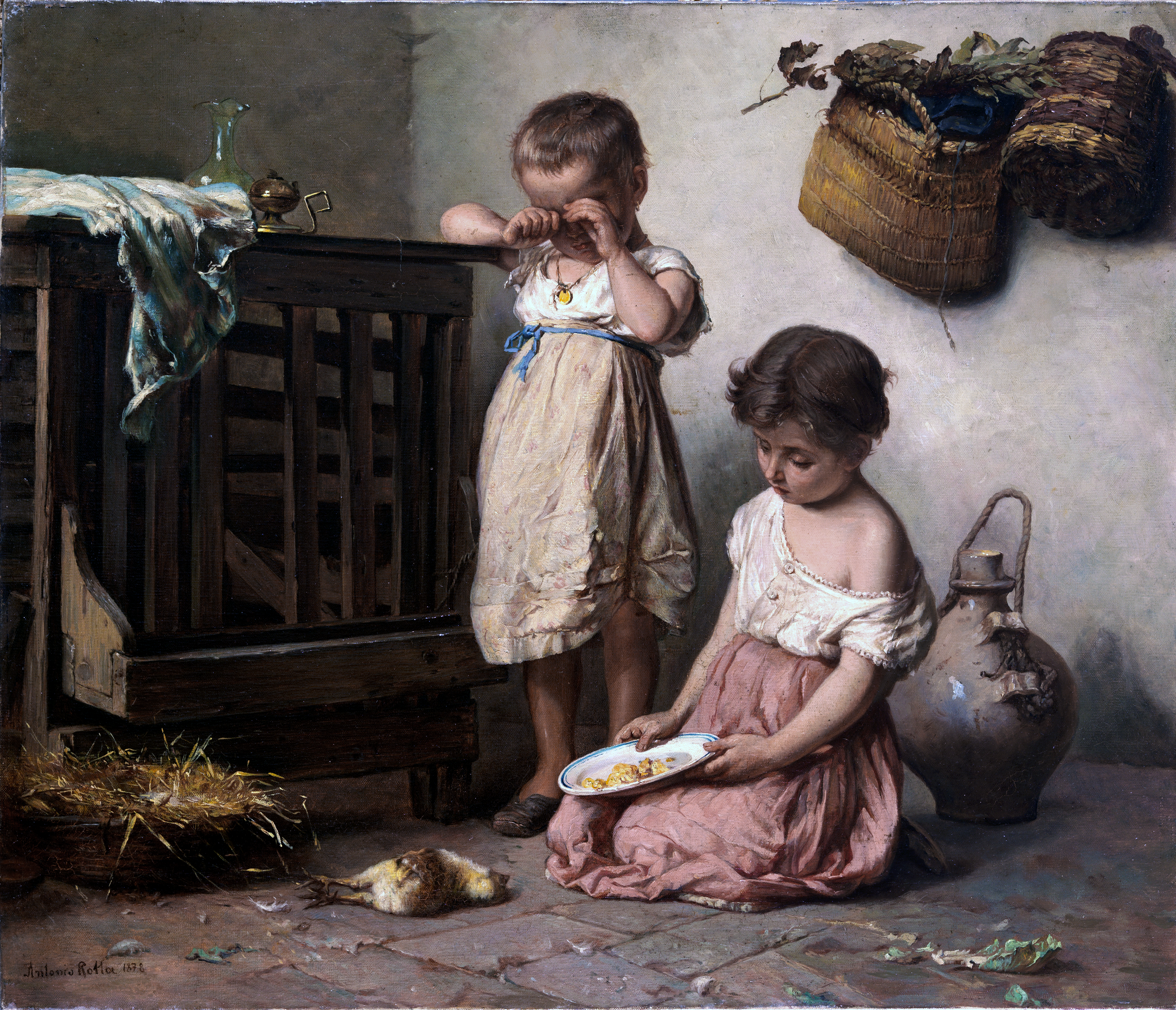
«Смерть курчати», Антоніо Ротта

Жа́нрове маля́рство, жанровий живопис — зображення типових сцен щоденного життя, звичайно сучасного, у малярському мистецтві.

## В українському мистецтві
Українське жанрове мистецтво тісно зв'язане з побутовим мистецтвом, яке зображує переважно селянський побут. Побутові сцени зустрічаються вже в скитському мистецтві, на фресках київської Софії (11 століття), але означення жанрового малярства прищепилося у зв'язку з європейським станковим малярством і датується на Заході 15 —16 століттями, в Україні 18 століттям.
Побутові сцени О. Венеціянова, а потім В.Штернберґа («Великдень на Україні»), І.Сошенка («Хлопці рибалки») й ін. прокладають шлях для жанрового малярства, що його повний розвиток пов'язаний з появою Тараса Шевченка, якого варто вважати попередником і духовим батьком пізніших передвижників, що були типовими представниками жанрового малярства.

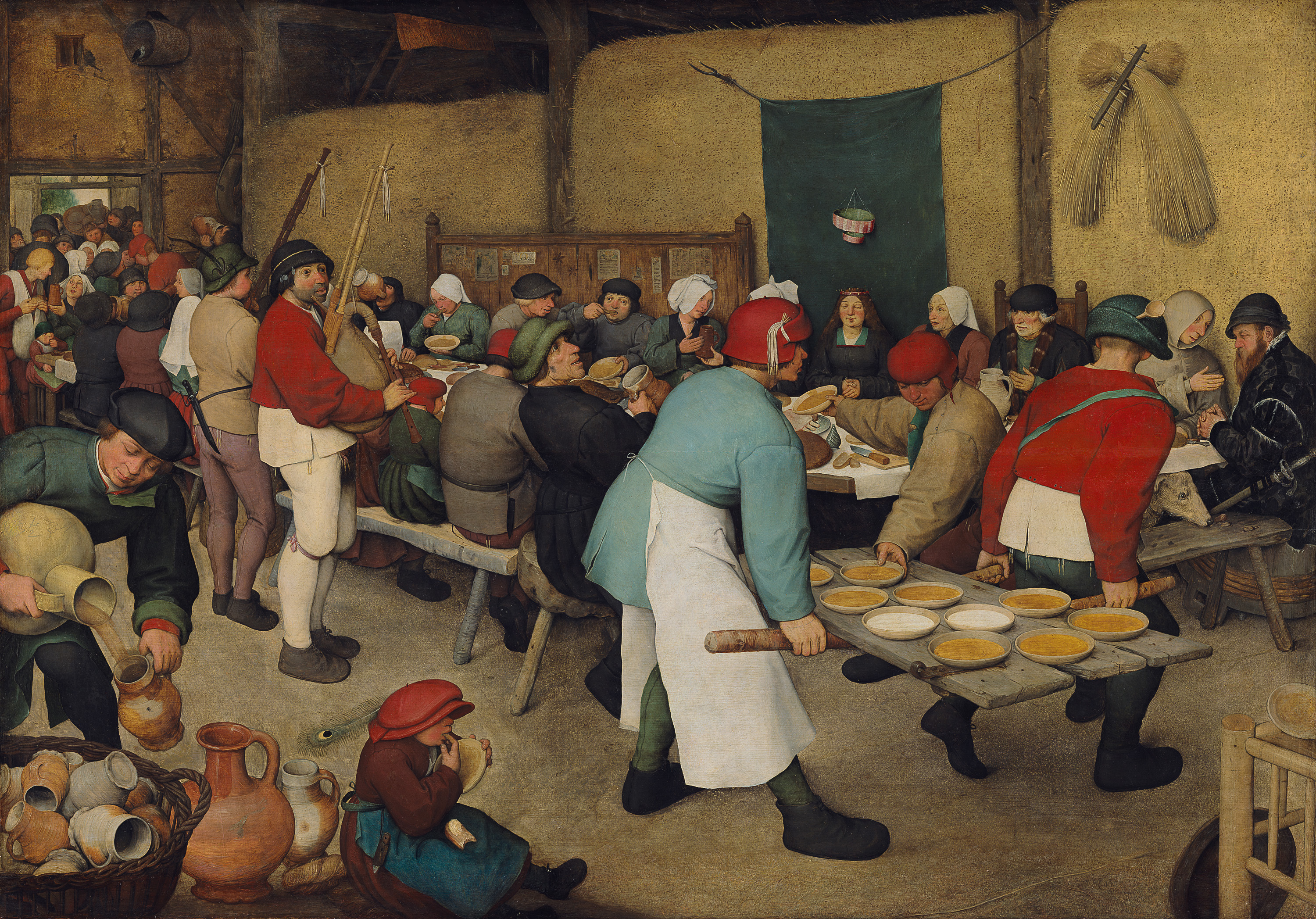
«Селянське весілля », 1568, Пітер Брейгель, Музей історії мистецтв, Відень

З появою передвижників жанрове малярство набуває великого поширення: К. Трутовський («Український ярмарок», «Дівчата біля криниці»), І.Рєпін (поруч з іншими картинами, жанрові сцени «Вечерниці», «Сільський музика»), М. Бодаревський («Весілля на Україні», 1888) й ін.; популярні сцени нар. жанру М. Пимоненка («На перелазі» тощо). Пізніше залишили твори з побутового жанру М. Мартинович, І.Їжакевич, С. Васильківський, Ф. Красицький, А. Ждаха, Ф. Кричевський, О. Кульчицька, І.Труш, Й. Бокшай, О. Курилас, І.Северин, О. Мурашко, А. Петрицький, Ю. Киянченко та ін.
В першій половині 20 століття (часи впливу західного експерименталізму) побутовий жанр в Україні занепадає і виступає часто тільки як претекст до формальної стилізації, передусім у графіці, наприклад, історичний жанр Е. Козака, М. Бутовича, Г. Мазепи. На еміграції в жанровому малярстві працювали М. Дмитренко, Д. Поторока. В УССР жанрове малярство широко пропагується як вияв «соціалістичного реалізму», зокрема в творчості нового покоління митців: М. Божій, Г. Томенко, К. Тимощук, Т. Яблонська, М. Чепик, І. Юхно, М. Дерегус й ін.